# Bayesian
Il Bayesian era un superyacht a vela di 56 metri, varato col nome di Salute da Perini Navi a Viareggio, in Italia. La nave è stata ristrutturata l'ultima volta nel 2020 ed era di proprietà effettiva della Revtom Ltd, società mannese riconducibile ad Angela Bacares, moglie dell'imprenditore tecnologico Mike Lynch.
È nota per essere affondata all'alba del 19 agosto 2024 al largo di Porticello, frazione del comune siciliano di Santa Flavia.

## Lo yacht
Ordinato nel 2005 dal miliardario olandese Eric Albada Jelgersma, subito dopo il varo venne ceduto al connazionale John Groenewoud a causa di un incidente occorso al committente durante gli anni di costruzione. Unico Perini 56 armato a sloop, venne varato presso i Cantieri Perini Navi di Viareggio il 12 febbraio 2008 e consegnato il successivo 15 aprile. Venne dunque registrato presso l'American Bureau of Shipping battente bandiera olandese presso il porto di 's-Hertogenbosch. Nel 2014 viene ceduto alla società Revtom Limited, con sede sull'Isola di Man e riconducibile ad Angela Bacares, moglie dell'imprenditore Mike Lynch, cambiando nome da Salute a Bayesian.
Era dotato di due motori diesel MTU 8V 2000M72, 8 cilindri e 17867 cm³ di cilindrata, i quali fornivano una potenza di 720kW ciascuno a 2250 rpm. Per quanto riguarda invece il funzionamento a vela, era dotato di un albero di 72 metri di altezza e una superficie velica di 2900 m².

## Incidente
Il 19 agosto 2024 il superyacht Bayesian è affondato con 22 persone a bordo (tra cui il tycoon inglese Mike Lynch) in rada a Porticello.
Le autorità italiane starebbero indagando per stabilire se i portelli lasciati aperti dai membri dell'equipaggio del superyacht ne abbiano causato l'affondamento rapido dopo essere stato colpito da una tromba marina o da una raffica discendente mentre era ancorato al largo della costa di Porticello. Al momento dell'incidente il comandante era il cinquantunenne neozelandese James Cutfield.
L'ultima dispersa, Hannah Lynch, è stata ritrovata e recuperata nella mattinata del 23 agosto.
Le vittime del naufragio sono (in ordine di ritrovamento):
- Recaldo Thomas, 58 anni, cittadino canadese e antiguo-barbudano, cuoco di bordo.
- Jonathan Bloomer, 70 anni, cittadino britannico, passeggero
- Judy Bloomer, 71 anni, cittadina britannica, passeggera
- Chris J. Morvillo, 59 anni, cittadino statunitense, passeggero
- Neda Nassiri coniugata Morvillo, 57 anni, cittadina statunitense, passeggera
- Mike Lynch, 59 anni, cittadino britannico, passeggero
- Hannah Lynch, 18 anni, cittadina britannica, passeggera

| Nazionalità                | Morti      | Morti      | Sopravvissuti | Sopravvissuti | Totale |
| Nazionalità                | Passeggeri | Equipaggio | Passeggeri    | Equipaggio    | Totale |
| -------------------------- | ---------- | ---------- | ------------- | ------------- | ------ |
| Regno Unito                | 4          | 0          | 6             | 1             | 11     |
| Stati Uniti                | 2          | 0          | 0             | 0             | 2      |
| Sudafrica                  | 0          | 0          | 0             | 2             | 2      |
| Nuova Zelanda              | 0          | 0          | 0             | 1             | 1      |
| Irlanda                    | 0          | 0          | 0             | 1             | 1      |
| Myanmar                    | 0          | 0          | 0             | 1             | 1      |
| Francia                    | 0          | 0          | 0             | 1             | 1      |
| Paesi Bassi                | 0          | 0          | 0             | 1             | 1      |
| Germania                   | 0          | 0          | 0             | 1             | 1      |
| Antigua e Barbuda e Canada | 0          | 1          | 0             | 0             | 1      |
| Totale                     | 6          | 1          | 6             | 9             | 22     |

### Speculazioni sulle cause
Subito dopo l'affondamento, ci sono state speculazioni dei media su come il Bayesian possa essere affondato così rapidamente, soprattutto perché uno yacht vicino non è stato danneggiato dalla tempesta. L'editore di Sailing Today ha suggerito che l'albero eccezionalmente alto potrebbe aver influito sulla stabilità dello yacht, mentre il presidente del Maritime Search and Rescue Council ha descritto l'affondamento come un potenziale evento di cigno nero. Un ex capitano del Bayesian ha detto che, sulla base delle informazioni contenute nello "Stability Information Booklet" della nave, i condotti di ventilazione sullo yacht erano vulnerabili alle inondazioni oltre i 40-45 gradi di sbandamento.
The Italian Sea Group, azienda che ha inserito nel suo portafoglio Perini Navi nel 2021, risponde alle dichiarazioni del Comandante Edwards sul naufragio del Bayesian confutando il dato di un aumento di peso di 30 tonnellate del cassone fisso, in quanto è stato di 10 tonnellate a compensazione del maggior peso dell'albero e seguito da conseguente ricalcolo strutturale portante sullo scafo con un totale di 180 tonnellate comprese le 60 tonnellate della deriva mobile.
Al momento dell'incidente la nave aveva motori spenti, generatore spento, aria condizionata spenta con tutti i condotti d'aereazione chiusi, essendo all'ancora in ormeggio con la deriva mobile tutta su, esattamente come da disposizioni del Stability Information Booklet di Perini Navi.
Altresì aveva il portellone chiuso e quella sera la nave ha scuffiato all'ancora per il vento.
Un architetto navale intervistato da una rivista di yachting ha affermato che il posizionamento basso delle cabine di pilotaggio e una pesante porta del salone che poteva aprirsi a scorrimento erano anche possibili punti di ingresso per l'allagamento. La TV turca ha intervistato un costruttore di yacht che ha suggerito che un portello potrebbe essere stato aperto e che una porta potrebbe essere stata aperta tra i compartimenti stagni, e un oceanografo che ha suggerito che l'ampio baglio potrebbe aver contribuito al vento che bloccava lo yacht e che l'altezza dell'albero potrebbe aver impedito il capovolgimento completo (cosiddetto turtling).

### Indagini giudiziarie e salvataggio
Il procuratore capo della vicina Termini Imerese, Ambrogio Cartosio, avviò un'inchiesta giudiziaria sul naufragio. Il 26 agosto, il capitano dello yacht è stato messo sotto inchiesta. Il 28 agosto, anche due membri dell'equipaggio britannici furono messi sotto inchiesta. Poiché il Bayesian era una nave registrata nel Regno Unito, anche il Marine Accident Investigation Branch ha aperto un'indagine sulle cause dell'affondamento e ha inviato una squadra di quattro ispettori in Italia., e il 15 maggio è stato rilasciato un report preliminare.
Il costo del recupero, inizialmente previsto per aprile 2025, sarà coperto da assicurazione, mentre il totale delle richieste di risarcimento relative al naufragio potrebbe raggiungere i 150 milioni di dollari, secondo le stime iniziali degli esperti del settore.
Ad inizio maggio 2025 era previsto che entro il mese il relitto sarebbe stato riportato in superficie.
Secondo i piani di recupero, lo yatch dovrà essere prima ruotato di 90 gradi, poi fatto galleggiare con dei salvagenti, poi rimosso il carburante dai serbatoi, e infine rimorchiato al porto di Termini Imerese, dove inizieranno le indagini sul naufragio.
Il 9 maggio 2025 muore Robcornelis Maria Huijben Uiben, un sommozzatore olandese di 39 anni che stava lavorando al recupero, proprio durante una immersione sul relitto stesso.